# Język galatyjski
Język galatyjski (galacki) – wymarły język z grupy celtyckiej. Posługiwali się nim Galatowie, którzy na obszarze Azji Mniejszej (dzisiejsza Turcja) stworzyli własne państwo. Język galatyjski był używany w okresie od III stulecia p.n.e. do IV wieku n.e. 
Zachowały się jedynie nieliczne źródła tego języka, razem ok. 120 słów, w większości imion kończących się na -riks (jak w innych językach celtyckich: galijskie -rix/-reix, staroirlandzkie -ri, a także w italskich: łacińskie -rex) – czyli „król”, a także z końcówką -marus („wielki”).
Język galatyjski należy do podgrupy kontynentalnej i reprezentuje język o charakterze p-celtyckim. Najbliżej spokrewniony był z językiem galijskim.